# 卡特縣 (肯塔基州)
卡特县（英語：Carter County）是美國肯塔基州東北部的一個縣。面積1,067平方公里。根據美國2000年人口普查，共有人口26,889人。縣治格雷森 (Grayson)。
成立於1838年4月10日，縣政府成立於同年的5月1日。縣名是紀念州議員威廉·格雷森·卡特 (William Grayson Carter)。本縣是一個禁酒的縣。